# David Navas
David Navas es un exciclista español, nacido el 10 de junio de 1974 en la ciudad de Ávila.
Debutó como ciclista profesional, tras sus éxitos en categoría amateur como la victoria en la Vuelta a la Comunidad de Madrid en 1996, en las filas del equipo Banesto en la temporada 1998, donde permaneció hasta el final de 2005, excepto en la temporada 2003 donde militó en el Relax-Fuenlabrada.
Es uno de los productos de la cantera de ciclistas de la Fundación Provincial Deportiva Víctor Sastre, sita en El Barraco (provincia de Ávila).

## Palmarés
1996
- Vuelta a la Comunidad de Madrid

1999
- 98° Clasificación General Tour de Francia

2000
- 1 etapa de la Vuelta al Miño

2001
- 9° en 10 Etapa del Giro de Italia
- 88° Clasificación General Giro de Italia

2002
- 8° Clasificación General Vuelta al Algarve
- 18° Clasificación General Vuelta a Portugal

2003
- 3° Memorial Manuel Galera
- 71° Clasificación General Vuelta España

2004
- 1° en 2 Etapa Vuelta a Castilla y León
- 2° Clasificación General Vuelta a Castilla y León
- 2° en 1 Etapa Vuelta Asturias

## Equipos
- Banesto (1998-2002)
- Relax-Fuenlabrada (2003)
- Illes Balears (2004-2005)
- Ag2r Prévoyance (2006-2007)

- Datos: Q1175870